# Jonathan Meese
Pour les articles homonymes, voir Meese.
Jonathan Meese, né à Tokyo le 23 janvier 1970, est un peintre, dessinateur, sculpteur, vidéaste et performer allemand.

## Biographie
Jonathan Meese naît en 1970 à Tokyo.
Il est représenté par la Galerie Daniel Templon à Paris et Bruxelles.  

### Quelques œuvres
- [2003]  The Temptation Of The State Of The Blessed Ones In Archland : huile sur toile, 370 × 1 000 cm. Cette œuvre est un triptyque représentant une crucifixion. Il montre un monde qui est devenu un abattoir, un lieu de l'horreur, de la cruauté et du pouvoir où seuls les plus forts semblent survivre dans ce chaos. Bien que les règles soient détruites, il y a une forme organisée et un certain type d'ordre.
- [2003]  Situation : huile et impression à jet d’encre sur bois, 208 × 280 cm. Albert Oehlen, son collaborateur et lui-même ont réalisé une peinture sur la figure féminine. Ils explorent ce terrain ouvertement et de manière humoristique.
- [2003]  The Greeting : huile et impression à jet d’encre sur bois, 208 × 280 cm. Dans un processus collaboratif, Oehlen fournit le matériel photographique, et tour à tour les deux artistes peignent.
- [2004]  Storm : huile et impression à jet d’encre sur bois, 208 × 280 cm. Albert Oehlen et Jonathan Meese unissent leurs forces pour développer à la fois la pratique et le dialogue.
- [2006]  Die Lehren des Erzes : huile et technique mixte sur toile, 140 × 241 cm.
- [2007]  Les Maîtres chanteurs de Nuremberg au Théâtre national de Chaillot à Paris, d’après l’œuvre de Richard Wagner, mise en scène par Frank Castorf : scénographie et costumes.
- [2010]  Die Humpty-Dumpty-Maschine der totalen Zukunft : sculpture en bronze.

## Expositions (sélection)
- 1998 : « Die Räuber », Contemporary Fine Arts, Berlin ;
- 2001 : « Jonathan Meese », Leo Koening Inc., New York ;
- 2001 : « Jonathan Meese », Centre d’art contemporain, Fribourg ;
- 2003 : « L'Amour », galerie Daniel Templon, Paris ;
- 2005 : Collection Harald Falkenberg, Maison rouge, Hambourg ;
- 2006 : Le Magasin, Centre national d’art contemporain, Grenoble ;
- 2006 : « La vengeance de Monte Cristo », Goethe Institut, Paris ;
- 2006 : Tate Modern, Londres ;
- 2006 : « Young Americans », Contempory Fine Arts, Berlin ;
- 2006 : « Les halles de la Deichtorplatz », Japon ;
- 2006 : « Dr Saint-Just de Fort Knox », galerie Daniel Templon, Paris ;
- 2007 : « L'amour de Monte Cristo », galerie Daniel Templon, Paris ;
- 2007 : « Mama Johnny », Grenoble ;
- 2011 : « St Neutralité (Totales Ballett de Lolitadzioz) », Galerie Daniel Templon, Paris ;
- 2014 : « Parsifal de Large  », Galerie Daniel Templon, Paris (10 janvier - 21 février)[2] ;
- 2017 : « Dr Merlin de Large (Marquis Zed de Baby-Excalibur) », Carré Sainte-Anne, Montpellier[3] ;
- 2018 : « Die Irrfahrten des Jonathan Meese, Pinakothek der Moderne », Munich, Allemagne ;
- 2019 : « Meese Haute Couture (La Haute Couture de l'Avenir s'appelle Sommeil) », Galerie Templon, Paris, France.